# 권기술
권기술(權琪述, 1938년 4월 1일 ~ 2011년 2월 22일)은 대한민국의 정치인이다.

## 학력
- 반곡초등학교 졸업
- 울산제일중학교 졸업
- 대구대건고등학교 졸업
- 건국대학교 법학과 학사
- 서울대학교 대학원 교육학 석사

## 경력
- 제일중, 대건고 동창회 회장
- 농업경제신보사 논설위원
- 전국 농업기술자협회 부이사장, 고문
- 민추협 미주통신 부주간
- 신민당 창당 발기인
- 한나라당 울산광역시 지부장
- 국회 정치개혁 독재개혁 특별위원회, 국회관계법 소위원장
- 국회 농어민 및 도시영세민 대책특위 위원
- 국회 예산결산 특별위원회 간사
- 국회 건설교통, 농림해양수산위원회 위원
- 국회 운영위원회 위원(한나라당 원내 부총무)
- 한나라당 울산 울주군 지구당 위원장

## 역대 선거 결과
|  | 12.39% |

|  | 25.45% |

|  | 35.42% |

|  | 53.80% |

|  | 68.45% |

|  | 41.46% |